# Poliantocarpo
En botánica, se denomina poliantocarpo al fruto múltiple de antocarpos, que son aquenios con tejidos accesorios derivados de partes de la flor que no son el ovario en sí. Un ejemplo es el fruto múltiple de Platanus.

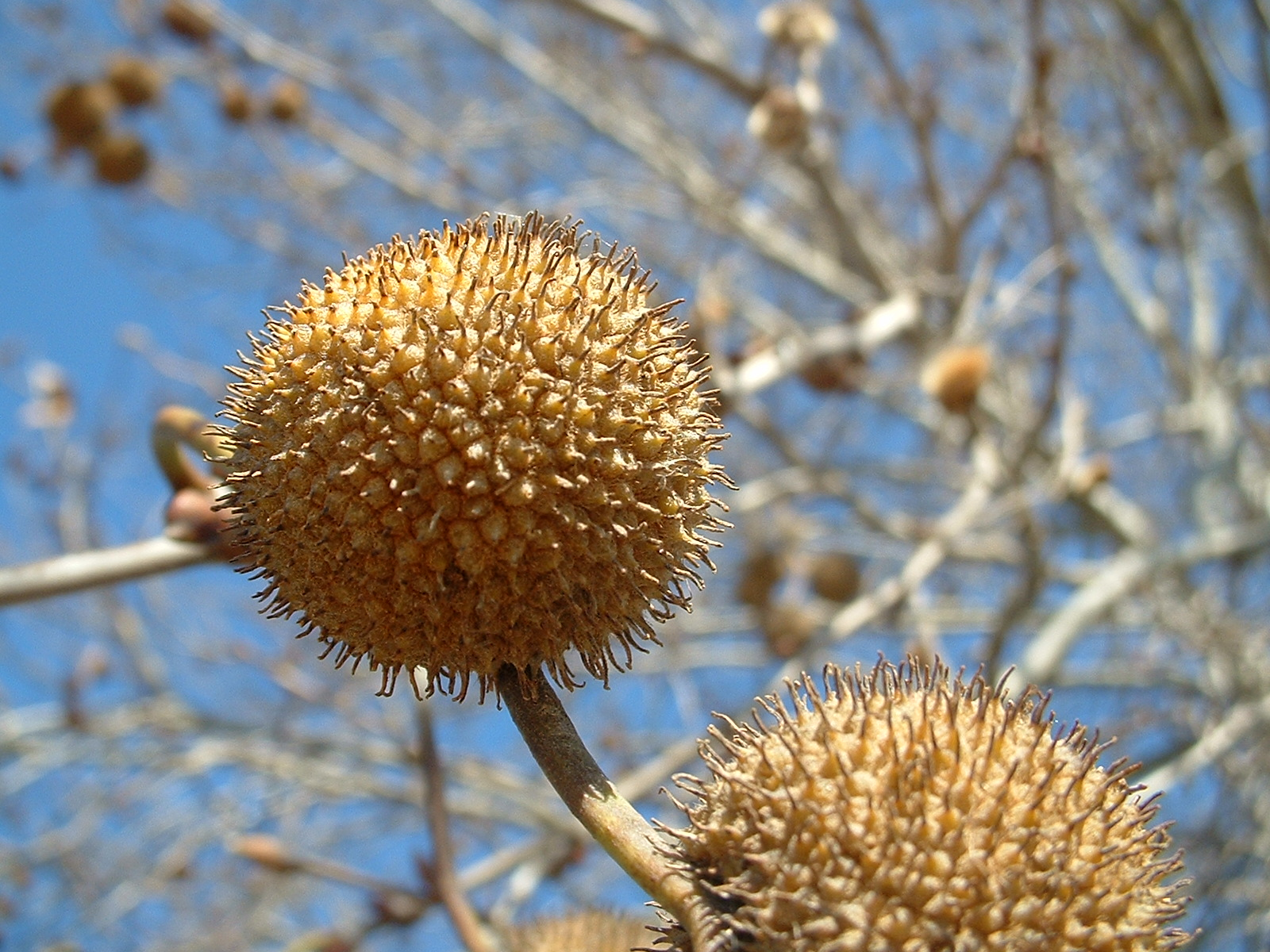
Fruto múltiple de aquenios en Platanus.
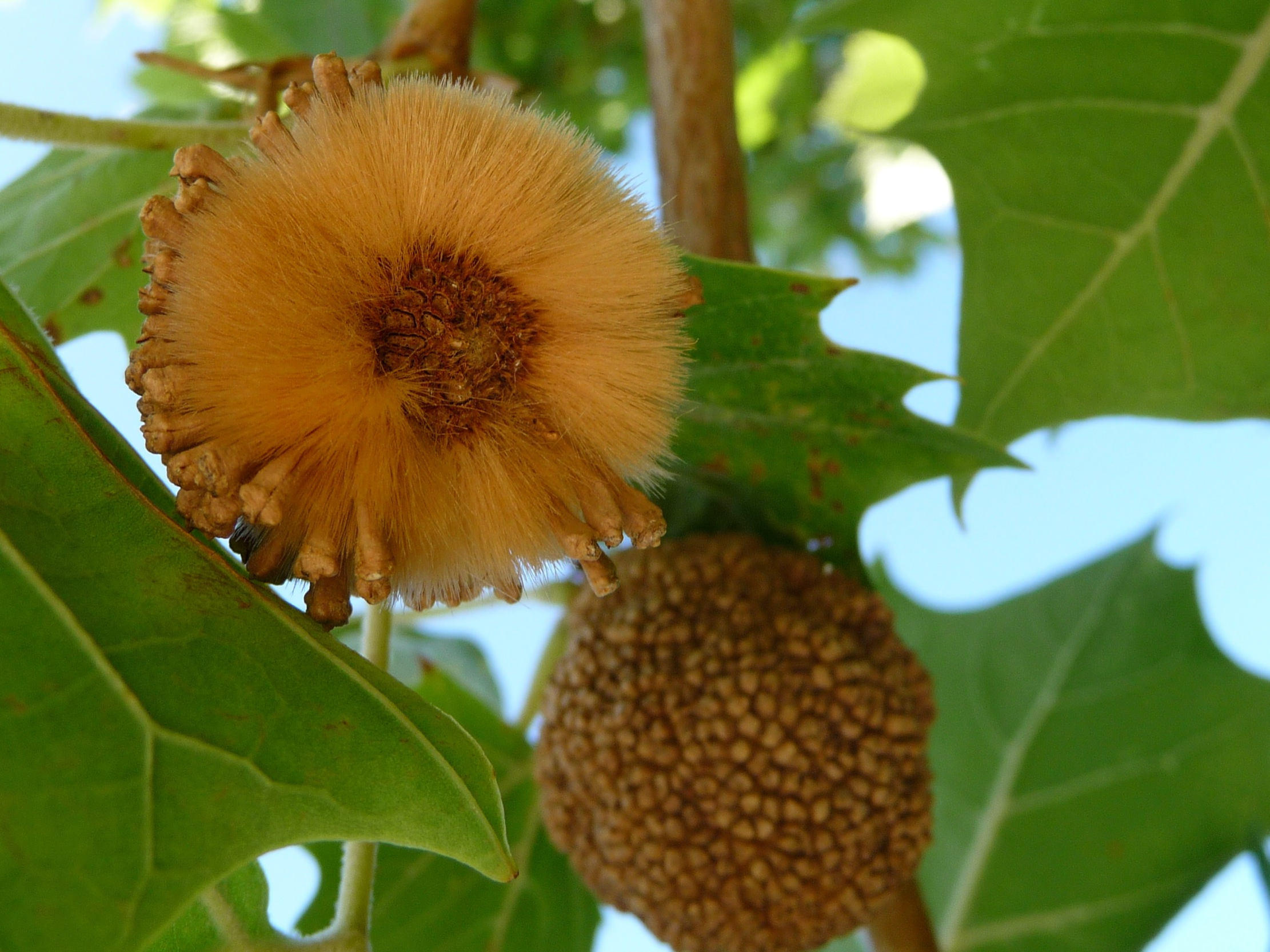
Algunos aquenios removidos.
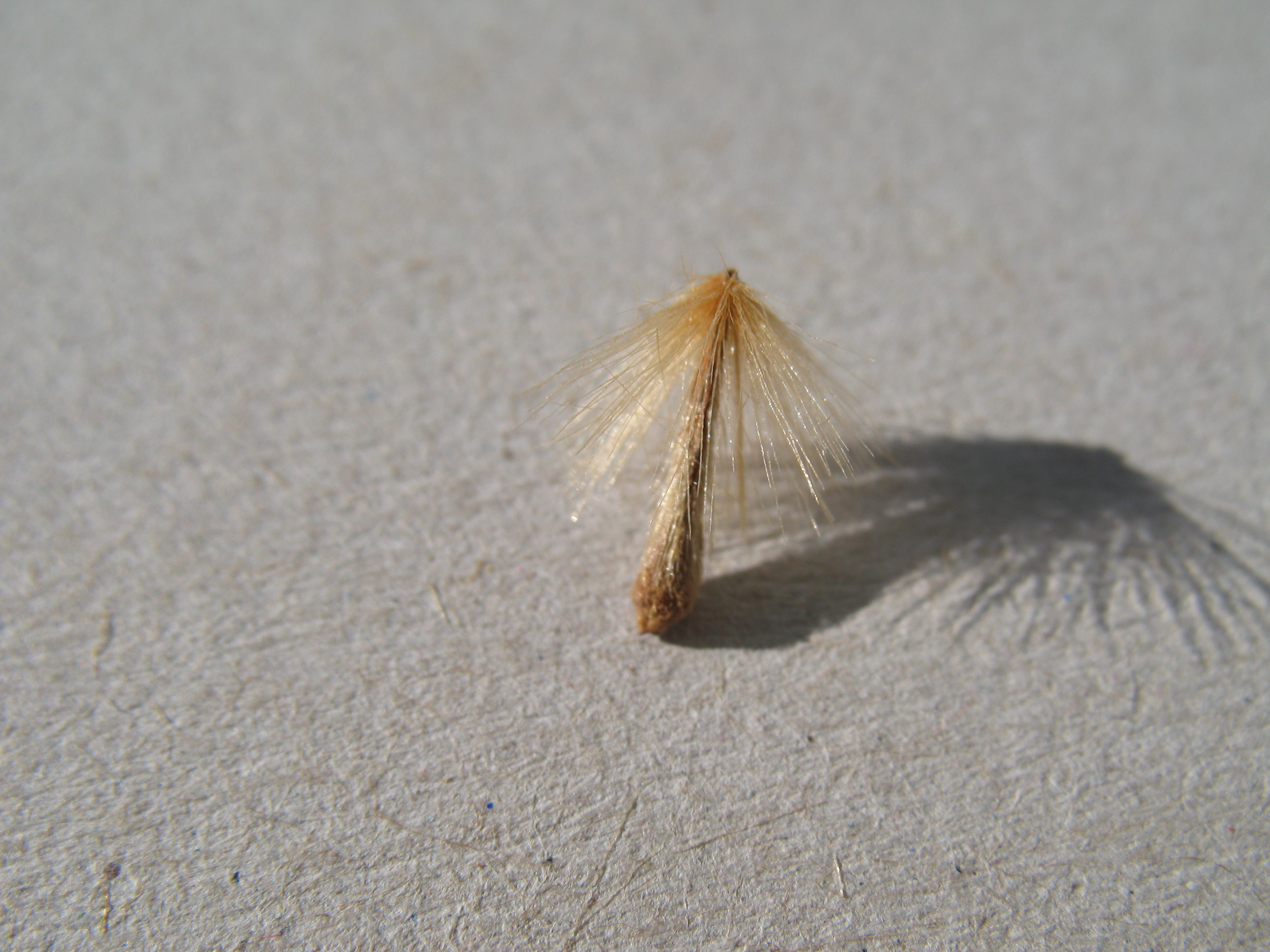
Un aquenio.
Corte transversal mostrando la semilla.